# Bloody Roar (spelserie)
Bloody Roar är en tv-spelsserie i fightingspelsgenren skapad av det japanska spelföretaget Hudson Soft.

## Spel i serien
| Titel                                                 | År   | Konsol               |
| ----------------------------------------------------- | ---- | -------------------- |
| Beastorizer/Bloody Roar/Bloody Roar: Hyper Beast Duel | 1998 | Arkad, Playstation   |
| Bloody Roar 2                                         | 1999 | Arkad, Playstation   |
| Bloody Roar 3                                         | 2001 | Arkad, Playstation 2 |
| Bloody Roar: Primal Fury                              | 2002 | Gamecube             |
| Bloody Roar: Extreme                                  | 2002 | Xbox                 |
| Bloody Roar 4                                         | 2003 | Playstation 2        |